# Doug Kyle
Doug Kyle (eigentlich Douglas Haig Kyle; * 22. Juli 1932 in Toronto; † 27. August 2023 in Calgary) war ein kanadischer Langstreckenläufer.

## Sportliche Laufbahn
Bei den British Empire and Commonwealth Games 1954 in Vancouver erreichte er über drei Meilen und sechs Meilen nicht das Ziel. 1956 schied er bei den Olympischen Spielen in Melbourne über 5000 m im Vorlauf aus und kam über 10.000 m auf den 23. Platz.
1959 gewann er bei den Panamerikanischen Spielen in Chicago  Silber über 10.000 m und Bronze über 5000 m. Bei den Olympischen Spielen 1960 in Rom kam er über 5000 m erneut nicht über die Vorrunde hinaus und belegte über 10.000 m den 24. Platz.
1963 wurde er bei den Panamerikanischen Spielen in São Paulo Vierter über 5000 m und Fünfter über 10.000 m.
Viermal wurde er Kanadischer Meister über 10.000 m bzw. sechs Meilen (1956, 1957, 1959, 1960), je dreimal über 5000 m bzw. drei Meilen (1957–1959) und im Crosslauf (1957, 1961, 1964) sowie einmal im Marathon (1963). 1957 wurde er US-Meister über sechs Meilen.
Doug Kyle starb im August 2023 im Alter von 91 Jahren bei einem Autounfall.

## Persönliche Bestzeiten
- 5000 m: 14:12,5 min, 28. Mai 1960, Modesto
- 10.000 m: 30:12,6 min, 24. Juni 1960,	Bakersfield
- Marathon: 2:33:23 h, 1. September 1963, Saint-Hyacinthe